# Solanum ovum-fringillae
Solanum ovum-fringillae är en potatisväxtart som först beskrevs av Michel Félix Dunal, och fick sitt nu gällande namn av Lynn Bohs. Solanum ovum-fringillae ingår i släktet skattor som ingår i familjen potatisväxter. IUCN kategoriserar arten globalt som akut hotad. Inga underarter finns listade i Catalogue of Life.